# Campeonato Sub-16 de la Concacaf de 1983
El Campeonato Masculino Sub-16 de la Concacaf de 1983 fue la I edición de este torneo, disputada en Trinidad y Tobago. Los dos primeros torneos (83-85) fueron jugados en categoría de sub-16. Después cambiarían la edad a Sub-17 para calificar a la FIFA Copa Mundial de Fútbol Sub-17.

## Eliminatorias
Solo se jugó la fase final de este campeonato, o la página de la Concacaf está incompleta.

## Participantes
Participaron seis selecciones nacionales de fútbol afiliadas a la Concacaf, divididas en dos grupos:
| Puerto Rico       | Honduras    | México         |
| Trinidad y Tobago | El Salvador | Estados Unidos |

## Resultados
Los horarios corresponden a la hora de Trinidad y Tobago (UTC-?)

### Primera fase

#### Grupo A
| Equipo            | Pts | PJ | PG | PE | PP | GF | GC |
| ----------------- | --- | -- | -- | -- | -- | -- | -- |
| Trinidad y Tobago | 3   | 2  | 1  | 1  | 0  | 5  | 1  |
| Estados Unidos    | 3   | 2  | 1  | 1  | 0  | 5  | 2  |
| El Salvador       | 0   | 2  | 0  | 0  | 2  | 1  | 8  |

| Equipo 1          | Resultado | Equipo 2          |
| ----------------- | --------- | ----------------- |
| El Salvador       | 1-4       | Estados Unidos    |
| Trinidad y Tobago | 4-0       | El Salvador       |
| Estados Unidos    | 1-1       | Trinidad y Tobago |

#### Grupo B
| Equipo      | Pts | PJ | PG | PE | PP | GF | GC |
| ----------- | --- | -- | -- | -- | -- | -- | -- |
| México      | 4   | 2  | 2  | 0  | 0  | 12 | 0  |
| Honduras    | 2   | 2  | 1  | 0  | 1  | 1  | 4  |
| Puerto Rico | 0   | 2  | 0  | 0  | 2  | 0  | 9  |

| Equipo 1    | Resultado | Equipo 2    |
| ----------- | --------- | ----------- |
| México      | 4-0       | Honduras    |
| Honduras    | 1-0       | Puerto Rico |
| Puerto Rico | 0-8       | México      |

### Fase Final
|  | Semifinales          | Semifinales          |       |               | Final                   | Final                   |  |
|  | 31 de agosto de 1983 | 31 de agosto de 1983 |       |               | 2 de septiembre de 1983 | 2 de septiembre de 1983 |  |
|  |                      |                      |       |               |                         |                         |  |
|  |                      |                      |       |               |                         |                         |  |
|  | Estados Unidos       | 2                    |       |               |                         |                         |  |
|  | Honduras             | 0                    |       |               |                         |                         |  |
|  |                      |                      |       |               |                         |                         |  |
|  |                      |                      |       |               |                         |                         |  |
|  |                      |                      |       |               | Estados Unidos          | 0 (5)                   |  |
|  |                      | Trinidad y Tobago    | 0 (3) |               |                         |                         |  |
|  |                      |                      |       |               |                         |                         |  |
|  |                      |                      |       |               |                         |                         |  |
|  |                      |                      |       |               | Tercer lugar            |                         |  |
|  |                      |                      |       |               |                         |                         |  |
|  | Trinidad y Tobago    | 0 (5)                |       | México (t.e.) | 1                       |                         |  |
|  | México               | 0 (4)                |       |               | Honduras                | 0                       |  |

## Campeón
| Campeonato Sub-16 de la CONCACAF 1983 |
| ------------------------------------- |
| Bandera de Estados Unidos             |
| Estados Unidos 1º Título              |